# Спрингфилд модел 1873
Спрингфилд модел 1873, спорометна пушка острагуша, коришћена у војсци САД до краја 19. века.

## Историја

### Преправљање спредњача у острагуше
Након што су се у аустријско-пруском рату 1866. пруске острагуше Драјзе показале далеко надмоћнијим од аустријскик спредњача, капислара Лоренц (брзина паљбе острагуша износила је 7 метака у минуту, према 2-3 код спредњача), све европске армије и војска САД потражиле су решења за брзо и јефтино преправљање постојећих пушака капислара (којих је било на стотине хиљада) у острагуше додавањем затварача и сједињеног метка.

### Карактеристике
У САД, постојеће војничке пушке спредњаче типа Спрингфилд модел 1861 и Спрингфилд модел 1863 преправљене су у острагуше Спрингфилд модели 1866 до 1888, одрезивањем горњег дела на задњем крају цеви, дужине око 7 цм, како би се отворила барутна комора, и додавањем сандука и затварача у виду поклопца, који се на шаркама отварао нагоре и напред. Ове затвараче осмислио је Ерскин Алин, главни оружар војног арсенала САД у Спрингфилду, Масачусетс. Пушке су пуњене сједињеним метком у металној чахури, а опаљивање се вршило спољашњим орозом (као код каписларе), који је активирао опругу ударне игле, која је штрчала под оштрим углом са десне стране затварача. Први модели ових острагуша (Спрингфилд модел 1866) пуњени су сједињеним метком са ивичним паљењем, али после само годину дана они су замењени поузданијим мецима са централним паљењем (типа Боксер), калибра 0.50 инча/12,7 mm. Први модели имали су избацивач празних чахура у облику полуге са десне стране затварача, који је касније замењен опругом у облику слова U која је аутоматски избацивала чахуре при отварању поклопца. Код пушке Сприннгфилд модел 1873 калибар је смањен на 0.45 инча/11,4 mm: ова муниција је стандардизована као Спрингфилд 0.45 инча-70 (калибра 0.45 инча са 70 грејна/4.54 грама црног барута). Ове пушке остале су у војној служби готово до краја 19. века.
Овакве пушке прављене су до 1888, када су их замениле репетирке са обтночепним затварачем.